# أحمد فتح الله جامي
أحمد فتح الله جامي شيخ الطريقة الشاذلية القادرية وخليفة الشيخ عبد القادر عيسى، الموشي مولدا المرعشي مسكنا نسبة لمدينة مرعش في تركيا الشافعي مذهبا، كان جده الشيخ عبد الله جامي من العلماء البارزين في وقته أما والده «فتح الله» فقد انضم إلى المجاهدين ضد الغزو الروسي لبلاد المسلمين أيام الدولة العثمانية وكان مشهورا بشجاعته وعلمه، وكان حريصًا على أن يكون ولده أحمد طالب علم.

## طلب العلم
لما تم له من العمر عشرون عاماً بدأ بطلب العلم بشكل جدي وتابع دراسته على يد الشيخ حق شوناس وبدأ في نفس الوقت بالسير والسلوك على الطريقة النقشبندية عند الشيخ إبراهيم حقي بالقرب من مدينة القامشلي في سوريا وبقي معه حتى توفي وغسله وكفنه بيده، تعلم القرآن الكريم وأخذ علم الفقه واللغة العربية عن الشيخ عبد الهادي العمري البوطي (أحفاده موجودون في اليعربية على الحدود العراقية السورية) والشيخ عبد الرحمن العمري وكذلك تتلمذ على يد الشيخ محمد ظاهر الملاذ كردي. ورغم أنه شافعي المذهب إلا أنه متوسع في الفقه الحنفي وقد قرأ كتاب حاشية ابن عابدين أكثر من سبع مرات دراسة وتدريسا وأصبح مرجعا لكثير من دوائر الإفتاء في تركيا بجانب اشتغاله بالطريقة الشاذلية.

## البحث عن المرشد
وبعد وفاة شيخه إبراهيم حقي أخذ يبحث عن مرشد جديد وقد استغرق مدة سبعة عشر عاما في البحث، وخلال هذه الأعوام كان مجاهدا لنفسه على طريقة الإمام الغزالي، وله اهتمام كبير بمسلك سعيد النورسي، وقد كان كثير الخلوة حتى التقى بالشيخ عبد القادر عيسى الحسيني الحلبي فبايعه والتزم الطريقة الشاذلية الدرقاوية ودخل الخلوة بعد أن قرأ كتاب حقائق عن التصوف، ثم أذن له بالورد العام للطريقة الشاذلية، وبعد أعوام أعطاه الإذن بالورد العام والخاص، وقد سافر الشيخ عبد القادر عيسى إليه من الأردن إلى تركيا وكتب له إجازة خطية بالطريقة الشاذلية وجعله خليفة له قبل أن يتوفاه الله تعالى عام 1991.

## أهم ما يوصي به تلاميذه
- الصدق والإخلاص لله عز وجل.
- التمسك بالشريعة الإسلامية واتباع السنة النبوية.
- الإكثار من ذكر الله عز وجل والتحلي بالأخلاق الحسنة.
- عدم التعلق بالدنيا ومجاهدة النفس والهوى والشيطان.
- لا يتكلم عن الطريقة إلا في مضمار الشريعة والسنة (حتى أن من يقرأ وصاياه يحسبه سلفياً).
- الأدب عند طلب العلم

## الكتب والمؤلفات
- نداء المؤمنين في القرآن المبين.
- صفات المؤمنين في القرآن المبين.
- الدرر البهية في الوصايا الجامية.[3]
- كتاب سوانح قلبية.
- المجرد المختصر من تفسير القاضي البيضاوي.

## وفاته
توفي في مدينة غازي عنتاب التركية 13/03/2023 ، إثر تراجع حالته الصحية عقب زلزال العصر الذي ضرب المنطقة الجنوبية في تركيا ودفن في مدينة مرعش حيث يقيم حياته.

## خليفته
وقد أوصى بقيادة الجماعة خليفته وتلميذه محمد بن عبد الله رجو.